# 布里永 (索恩-卢瓦尔省)
布里永（法語：Brion，法語發音：[bʁijɔ̃] ⓘ）是法国索恩-卢瓦尔省的一个市镇，属于欧坦区。

## 地理
布里永（46°54'33"N, 4°13'39"E）面积16.57 平方千米，位于法国勃艮第-弗朗什-孔泰大區索恩-卢瓦尔省，该省份为法国中部省份，北起顺时针与科多尔省、汝拉省、安省、罗讷省、卢瓦尔省、阿列省和涅夫勒省接壤。
与布里永接壤的市镇（或旧市镇、城区）包括：蒙特隆、歐坦、阿鲁河畔埃唐、莱济、梅夫尔。

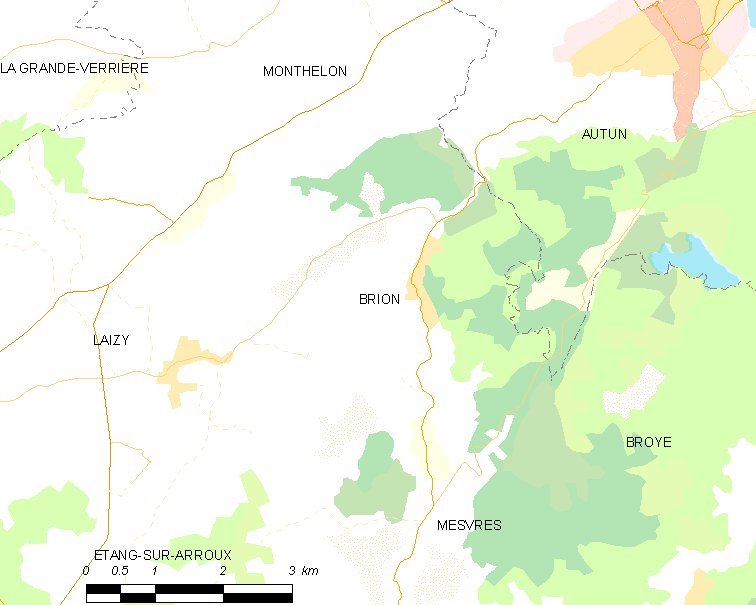
的OSM定位图

布里永的时区为UTC+01:00、UTC+02:00（夏令时）。

## 行政
布里永的邮政编码为71190，INSEE市镇编码为71062。

## 政治
布里永所属的省级选区为欧坦第二县。

## 人口

1962-2008年间人口变化图示

布里永于2022年1月1日时的人口数量为297人。